# Biología del amor romántico
La biología del amor romántico ha sido explorada por ciencias biológicas como la psicología evolutiva, la biología evolutiva, la antropología y la neurociencia. Sustancias químicas específicas como la oxitocina y la dopamina se estudian en el contexto de su papel en la producción de experiencias, emociones y comportamientos humanos asociados al amor romántico.

## Definición de amor romántico
En 2021, Bode y Kushnick llevaron a cabo una revisión exhaustiva del amor romántico desde una perspectiva biológica. Consideraron la psicología del amor romántico, sus mecanismos, su desarrollo a lo largo de la vida, sus funciones y su historia evolutiva. Basándose en el contenido de esa revisión, propusieron una definición biológica del amor romántico:

El amor romántico es un estado motivacional típicamente asociado al deseo de emparejamiento a largo plazo con un individuo concreto. Ocurre a lo largo de toda la vida y está asociado a una actividad cognitiva, emocional, conductual, social, genética, neuronal y endocrina distintiva en ambos sexos. A lo largo de gran parte de la vida, desempeña funciones de elección de pareja, cortejo, sexo y vinculación por parejas. Se trata de un conjunto de adaptaciones y subproductos que surgieron en algún momento de la historia evolutiva reciente de los humanos.

La literatura contemporánea también distingue entre el amor romántico y el sistema de apego teorizado por teóricos del apego como John Bowlby. El amor romántico está relacionado o implica el apego a lo largo del tiempo, pero se cree que también implica sistemas cerebrales adicionales. 

## El papel de la atracción en el cortejo
La atracción durante el cortejo es un fenómeno que presentan muchas especies y que desempeña la función de elección de pareja (selección sexual y también selección intersexual). Se refiere a las características físicas y de comportamiento, así como a los sistemas cerebrales que motivan a un individuo a perseguir a su pareja de apareamiento preferida. La atracción durante el cortejo comparte comportamientos similares con el amor romántico en humanos, y ambos implican la activación de circuitos de recompensa dopaminérgicos. En la mayoría de las especies, la atracción durante el cortejo dura sólo minutos, horas, días o semanas, pero el amor romántico en humanos puede durar mucho más, de 12 a 18 meses o más. 
Se ha propuesto que la atracción por el cortejo y el amor romántico son fenómenos relacionados, o bien que el amor romántico evolucionó como una forma de atracción por el cortejo, o bien que la atracción por el cortejo es uno de los varios componentes interrelacionados

## Teoría de las emociones independientes
Helen Fisher y sus colaboradores propusieron que los sistemas cerebrales implicados en la reproducción de los mamíferos pueden dividirse en al menos tres:

Actualmente, los neurocientíficos creen que las emociones básicas surgen de distintos circuitos (o sistemas) de actividad neuronal; que los humanos comparten varios de estos circuitos primarios de motivación emocional con otros mamíferos; y que estos sistemas cerebrales evolucionaron para dirigir el comportamiento. La hipótesis es que entre estos sistemas neuronales primarios hay al menos tres sistemas discretos e interrelacionados de motivación emocional en el cerebro de los mamíferos para el apareamiento, la reproducción y la crianza: la lujuria, la atracción y el apego.

- La lujuria es el impulso sexual.
- La atracción (también llamada amor romántico o apasionado) se asocia a sentimientos de euforia, pensamientos intrusivos y ansia de unión emocional.
- El apego (también llamado amor de compañía) se asocia con sentimientos de calma, seguridad y comodidad, pero con ansiedad de separación cuando se está separado.[2][5]

El equipo sugiere que estos sistemas tienden a actuar al unísono, pero pueden disociarse. Por ejemplo, una persona con una relación duradera puede sentir apego por su cónyuge, pero sentirse atraída por otra persona Lisa Diamond ha argumentado, basándose en la teoría de las emociones independientes y en otras pruebas, que las personas pueden «enamorarse» sin deseo sexual, incluso en contradicción con su orientación sexual.
Adam Bode ha sugerido que el modelo de Fisher, aunque útil y el que más predominó durante un tiempo, está excesivamente simplificado y propone cinco sistemas:
- Deseo sexual, similar a lo que Fisher denominó lujuria.
- Atracción de cortejo, para seleccionar una pareja de apareamiento preferida.
- Atracción afectiva, caracterizada por un fuerte deseo de proximidad.
- Pensamiento obsesivo, que implica preocupación o pensamientos intrusivos sobre la persona amada.
- Apego, para mantener relaciones personales muy estrechas.[3]

Bode sugiere que los sistemas de atracción vincular, pensamiento obsesivo y apego constituyen conjuntamente el núcleo del amor romántico. Sugiere que estos tres sistemas evolucionaron mediante la cooptación de sistemas cerebrales originalmente destinados al vínculo madre-hijo, y que la atracción por el cortejo y el deseo sexual son complementos causalmente vinculados.

## Teoría de la cooptación
Desde los años 80, la literatura académica ha establecido un paralelismo entre el amor romántico y la relación madre-hijo. En 1998, Leckman y Mayes compararon las características del amor romántico y el amor parental temprano, y sugirieron que comparten sistemas neurobiológicos comunes Leckman y Mayes especulan con la posibilidad de que exista una razón evolutiva detrás de esta similitud, y se preguntan: «Si una parte del repertorio conductual funciona en un contexto para ayudar a crear y mantener una relación, ¿por qué no tomarla prestada para formar otra?». En 2004, Bartels y Zeki compararon el amor romántico y el amor maternal con fMRI 
Lisa Diamond ha sugerido que el vínculo de pareja adulto es una exaptación.  Adam Bode escribe que «la exaptación es cuando un rasgo conserva su forma original pero adopta una nueva función; la cooptación es el proceso por el que cualquier rasgo adopta una nueva función, independientemente de si se conserva o no la forma original».  
Bode ha propuesto que el amor romántico evolucionó mediante la cooptación del vínculo madre-hijo. La teoría de la cooptación afirma que los genes que regulan el vínculo madre-hijo se recrearon y adoptaron una nueva función. La teoría se basa en una bibliografía surgida de la investigación sobre los topillos de las praderas según la cual el vínculo de pareja utiliza los mismos mecanismos que el vínculo madre-hijo, así como en las pruebas humanas disponibles. La teoría se utilizó para criticar una teoría evolutiva del amor romántico propuesta anteriormente por Helen Fisher, según la cual el amor romántico es una forma de atracción por cortejo. La teoría de Bode no sólo explica un proceso en la aparición y posterior evolución del amor romántico, sino que también propone un nuevo modelo de los mecanismos del amor romántico.

## Psicología evolutiva
La psicología evolutiva ha propuesto varias explicaciones para el amor. La vía evolutiva del amor romántico es anterior a los mamíferos. Las pautas de comportamiento que hoy se asocian al amor prevalecen en todos los reinos animales y más allá.
Monkey infants and children are for a very long time dependent Los bebés y los niños monos dependen durante mucho tiempo de la ayuda de los padres. Por ello, el amor se ha considerado un mecanismo para promover el apoyo mutuo de los padres a los hijos durante un periodo prolongado. Otra es que las enfermedades de transmisión sexual pueden causar, entre otros efectos, una reducción permanente de la fertilidad, lesiones al feto y aumentar los riesgos durante el parto. Esto favorecería las relaciones exclusivas de larga duración que reducen el riesgo de contraer una ETS.
Desde la perspectiva de la psicología evolutiva, las experiencias y los comportamientos asociados al amor pueden investigarse en términos de cómo han sido moldeados por la evolución humana. Por ejemplo, se ha sugerido que el lenguaje humano ha sido seleccionado durante la evolución como un tipo de «señal de apareamiento» que permite a las parejas potenciales juzgar la aptitud reproductiva. Desde la época de Darwin, se ha especulado de forma similar sobre la evolución del interés humano por la música también como un sistema potencial de señalización para atraer y juzgar la aptitud de las parejas potenciales.
Se ha sugerido que la capacidad humana de experimentar el amor ha evolucionado como una señal para las parejas potenciales de que la pareja será un buen padre y probablemente ayudará a transmitir los genes a las generaciones futuras. El biólogo Jeremy Griffith define el amor como «desinterés incondicional», lo que sugiere que los instintos de cooperación se desarrollaron en el antepasado de los humanos modernos, el Australopithecus. Los estudios sobre los bonobos (un gran simio anteriormente denominado chimpancé pigmeo) se citan con frecuencia en apoyo de un pasado cooperativo en los humanos.

## Neuroquímica

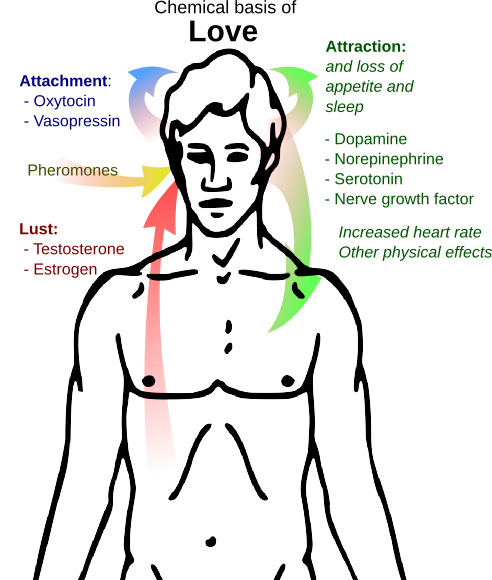
Visión general simplificada de la base química del amor.

Se han realizado poco más de 45 estudios biológicos sobre el amor romántico.
Desde el punto de vista de la biología, existen tres impulsos principales en el amor: la libido, el apego y la preferencia de pareja. Los principales neuroquímicos (neurotransmisores, hormonas sexuales y neuropéptidos) que rigen estos impulsos son la testosterona, los estrógenos, la dopamina, la oxitocina y la vasopresina.
Las vías dopaminérgicas centrales median en el comportamiento relacionado con la preferencia de pareja, mientras que la vasopresina, en el pálido ventral, y la oxitocina, en el núcleo accumbens y el núcleo hipotalámico paraventricular, median en los comportamientos relacionados con la preferencia de pareja y el apego. El deseo sexual está modulado principalmente por la actividad de la vía mesolímbica de la dopamina (área tegmental ventral y núcleo accumbens).
Las aminas trazas (por ejemplo, la feniletilamina y la tiramina) desempeñan un papel fundamental en la regulación de la actividad neuronal en las vías dopaminérgicas del sistema nervioso central.
La testosterona y el estrógeno contribuyen a estos impulsos modulando la actividad dentro de las vías dopaminérgicas. Unos niveles cerebrales adecuados de testosterona parecen importantes para el comportamiento sexual tanto masculino como femenino  La noradrenalina y la serotonina tienen un papel menos significativo y contribuyen a través de sus efectos neuromoduladores sobre la liberación de dopamina y oxitocina en ciertas vías.
Las sustancias químicas desencadenantes responsables del amor apasionado y del amor con apego a largo plazo parecen ser más propias de las actividades en las que participan ambas personas que de la naturaleza de las personas concretas implicadas. Existen pruebas contradictorias sobre el papel del cortisol en el amor romántico
En 2021, Bode y Kushnick presentaron una descripción menos especulativa de la neuroquímica del amor romántico.
Aunque reconocen que hay otros factores que desempeñan algún papel, resumieron las pruebas endocrinológicas humanas disponibles que implican a la testosterona, la dopamina, la oxitocina, la serotonina, el cortisol y el factor de crecimiento nervioso en el amor romántico. No hay pruebas de que el estrógeno y la norepinefrina desempeñen un papel importante en el amor romántico (aunque podrían hacerlo) y sólo hay pruebas de neuroimagen y pruebas genéticas de la implicación de la vasopresina.

## Papel del sistema límbico
El papel del sistema límbico en la emoción fue explicado por primera vez por James Papez en 1937 en su artículo titulado «A proposed mechanism of emotion» (Una propuesta de mecanismo de la emoción). El modelo descrito se conoce como el circuito de Papez. El circuito de Papez destacaba la presencia de vías neuronales entre el sistema vestibular y el límbico. El aparato vestibular se encuentra en el oído interno y coordina el equilibrio y el movimiento del cuerpo. Esto requiere una extensa red neuronal. La estimulación vestibular, que procede del aparato, puede provocar cambios en el estado de ánimo y las emociones. También puede afectar a las emociones de forma independiente o como parte de las redes generales del sistema límbico al influir en el hipotálamo. Estas emociones pueden incluir pasividad extrema, pérdida de impulso/motivación, comer y beber en exceso, y rabia y comportamiento violento.  Los estudios demuestran que el amor romántico utiliza los sistemas de recompensa y motivación para centrarse en un individuo concreto. Las regiones corticales límbicas procesan los factores emocionales individuales.  En A General Theory of Love (una teoría general del amor), tres profesores de psiquiatría de la UCSF ofrecen una visión general de las teorías y los hallazgos científicos relacionados con el papel del sistema límbico en el amor, el apego y el vínculo social. Defienden la hipótesis de que nuestros sistemas nerviosos no son autónomos, sino que están en sintonía con los que nos rodean y con quienes estamos más unidos. Esta empatía, que califican de resonancia límbica, es una capacidad que compartimos, junto con las características anatómicas de las zonas límbicas del cerebro, con todos los demás mamíferos. Sus trabajos se basan en estudios anteriores sobre la importancia del contacto físico y el afecto en el desarrollo social y cognitivo, como los experimentos realizados por Harry Harlow con monos rhesus, que establecieron por primera vez las consecuencias biológicas del aislamiento.

## Imágenes cerebrales
Se han utilizado técnicas de escaneado cerebral como la resonancia magnética funcional para investigar las regiones del cerebro que parecen estar implicadas en la producción de la experiencia humana del amor.
En el 2000, un estudio dirigido por Semir Zeki y Andreas Bartels, de la University College de Londres, concluyó que al menos dos zonas del cerebro se activan más cuando se está enamorado. Se trataba de focos en la ínsula media, que el cerebro asocia con el instinto, y parte del córtex cingulado anterior, asociado a sentimientos de euforia.
Ortigue y otros descubrieron que una estimulación inconsciente del nombre de una pareja romántica activaba regiones cerebrales similares a las que se producían cuando los sujetos veían conscientemente los rostros de sus parejas. La estimulación subliminal con el nombre de la persona amada o un pasatiempo favorito activaba regiones cerebrales emocionales y motivacionales: núcleo caudado, ínsula, regiones fusiformes bilaterales, giro parahipocampal, giro angular derecho, corteza occipital y cerebelo. Sin embargo, el primer estímulo del amor evocó más activación en el giro angular bilateral y en las regiones fusiformes bilaterales que el primer estímulo de la afición. Estas regiones están asociadas a la integración de representaciones abstractas, y el giro angular en particular está implicada en representaciones abstractas del yo. Los autores también hallaron una correlación (r=0,496, p=0,002) entre la activación de una región del giro angular y una escala de amor pasional que mide los sentimientos subjetivos de amor.

## Amor y motivación
Los pensamientos conscientes sobre una pareja romántica activan regiones cerebrales relacionadas con la recompensa y la motivación. Ortigue y otros investigaron si el recuerdo inconsciente del nombre de la pareja también podía afectar a la motivación. Comprobaron que el estímulo de la persona amada o de un pasatiempo favorito mejoraba el tiempo de reacción a la hora de identificar si una cadena de letras era una palabra o no, en comparación con el estímulo de un amigo neutral. Los autores sugieren que este efecto se debe a que el nombre de la persona amada «puede llamar a un estado dirigido a un objetivo» y producir «efectos de facilitación impulsados por la dopamina».  Del mismo modo, el amor que uno siente por sus amigos también puede estar motivado biológicamente. Isern-Mas y Gomila sostienen que, aunque el amor que sentimos por nuestros amigos no es romántico, sigue estando motivado por sentimientos de obligación moral, así como por cambios en el cerebro derivados de experiencias prosociales. La motivación común, ya sea el amor romántico o a través de un compañero no íntimo, puede estar relacionada con sentimientos positivos y recompensas que, a su vez, forman lazos sociales. Como se ha visto también en otros animales, las conexiones inmediatas entre el amor de una madre y su bebé influyen en su personalidad a medida que envejecen. Harlow describió el amor como un impulso secundario para todos los animales, pero es esencial para un desarrollo adecuado. Los animales abandonados tenían problemas para socializar con los demás y a menudo también tenían problemas de personalidad.
Se cree que el Sistema de Activación del Comportamiento (BAS), que interviene en la dirección del comportamiento, desempeña un papel en el amor romántico.